# Ray Heindorf
Ray Heindorf (ur. 25 sierpnia 1908 w Haverstraw, zm. 3 lutego 1980 w Los Angeles) – amerykański kompozytor muzyki filmowej. Przez blisko 40 lat komponował muzykę do filmów wytwórni Warner Bros.
Trzykrotny laureat Oscara za najlepszą muzykę do filmów: Yankee Doodle Dandy (1942) i To jest armia (1943) Michaela Curtiza oraz Muzyk (1962) Mortona DaCosty. Łącznie zdobył osiemnaście nominacji do tej nagrody za najlepszą muzykę i piosenkę.